# Mony Marc
Mony Marc és una cantant belga.
És coneguda perquè va ser un dels dos primers representants de Bèlgica, juntament amb Fud Leclerc, al Festival de la Cançó d'Eurovisió el 1956 –a la primera edició hi hagué dos representants per cada país concursant–, celebrat la ciutat suïssa de Lugano, interpretant la cançó Le plus beau jour de ma vie, escrita per Claude Alix i musicada per David Bee. Aquell any va guanyar la suïssa Lys Assia i tant ella, Leclerc i la resta de participants van ser declarats segons, d'acord amb la classificació final tradicional.